# نديم روحانا
نديم روحانا (1950-) أكاديمي فلسطيني ولد في مدينة حيفا أنهى شهادة البكالوريوس في علم النفس والإحصاء من جامعة حيفا عام 1972 أكمل تعليمه في علم النفس وأنهى الماجستير في أستراليا عام 1979، ثم انتقل إلى أمريكا لدراسة الدكتوراة في علم النفس الاجتماعي في جامعة واين ستيت 1985. عاد بعدها إلى فلسطين للعمل في جامعة النجاح الوطنية.

## حياته العملية
هو أستاذ العلاقات الدولية ودراسات الصراع في كلية القانون والديبلوماسية في جامعة "تافتس" في مدينة بوسطن في الولايات المتحدة. وهو أيضًا المدير المؤسس لـ"مدى الكرمل" المركز العربي للدراسات الاجتماعية التطبيقية في حيفا. له العديد من النشرات الأكاديمية من مقالات وكتب. يتركز عمله البحثي على الصراع بين الصهيونية والحركة الوطنية الفلسطينية، الهوية الفلسطينية في مناطق 1948، الديموقراطية والمواطنة، الدول الإثنية، الصهيوينة، الكولونيالية، والعدل الانتقالي. شارك في تأليف كتاب فلسطين، دروس الماضي وتحديات الحاضر واستراتيجيات المستقبل، وناقش كتاب Israel and Its Palestinian Citizen، و شارك في مؤتمر (المشروع الوطني الفلسطيني: إعادة بناء أم تجديد)